# Acanthodasys silvulus
Acanthodasys silvulus är en djurart som tillhör fylumet bukhårsdjur, och som beskrevs av Evans 1992. Acanthodasys silvulus ingår i släktet Acanthodasys och familjen Thaumastodermatidae. Inga underarter finns listade i Catalogue of Life.